# 鏡廳

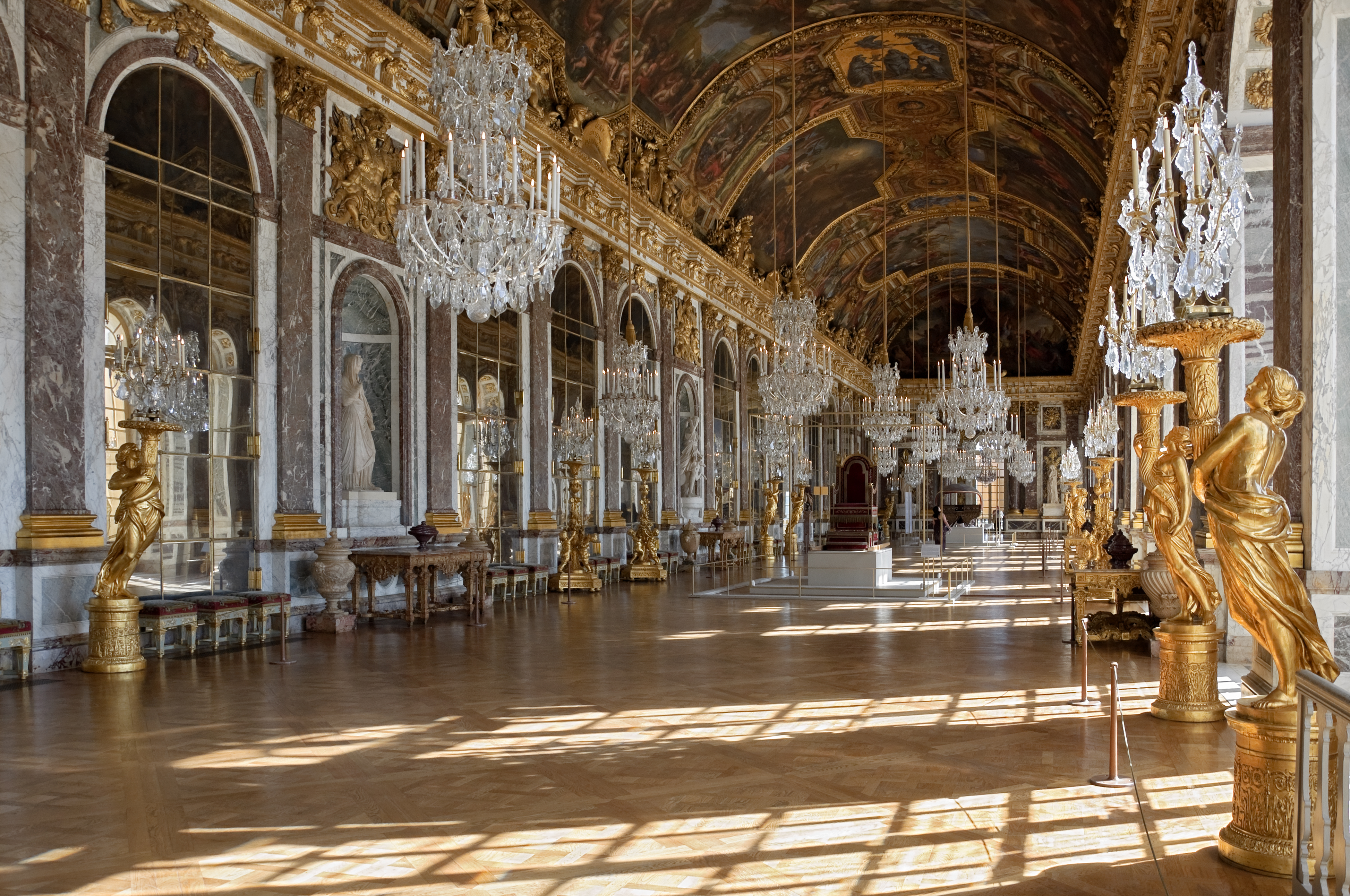
镜厅

镜厅（法語：或 Grande Galerie）是凡尔赛宫的中央走廊，世界最著名的房间之一。
镜厅为路易十四所建凡尔赛宫最显著的部分，在1678年开始建设。镜厅连接战争厅与和平厅，建筑师儒勒·阿尔杜安 - 芒萨尔。大厅主要特征是17扇面向花园的玻璃窗，在窗子对面的墙上相应有17个装饰拱，与窗子相对，每个装饰拱上分别贴有21面镜子，共计357面，因此被称作镜厅。在那个镜子还十分昂贵的时代，此厅已是穷奢极侈。分隔装饰拱的绿色大理石壁柱繪以法国的象征百合花和高卢雄鸡，柱头、柱脚为鎏金黃銅。镜厅许多珍寶早已在历史上因戰爭等原因消失，如路易十四在1689年下令熔化廳中部份银器以充九年战争之軍費。1871年普鲁士在普法战争中击败法国后，普鲁士国王威廉一世也是在镜厅中登基成为德意志皇帝，德意志帝国由此宣告成立。1919年，结束一战的协约国对德条约凡尔赛和约也是在此签署。

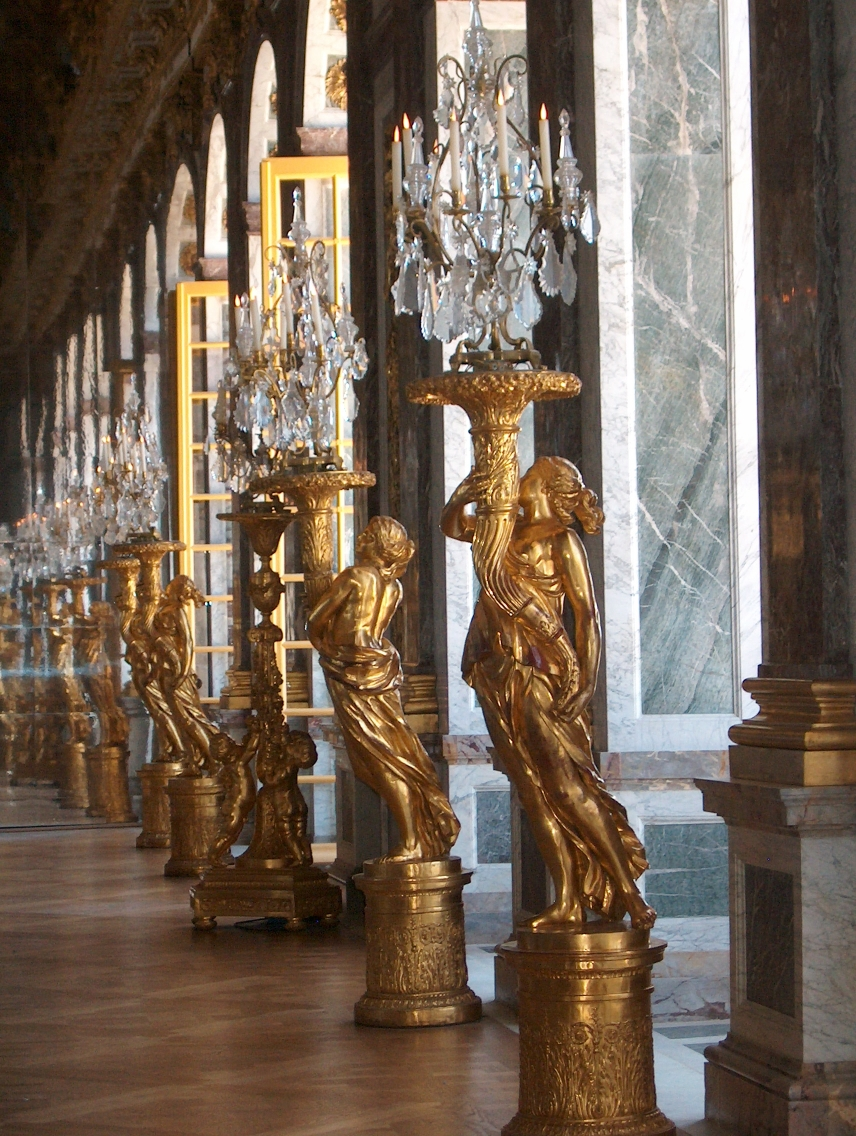
镀金雕塑